# 포자체

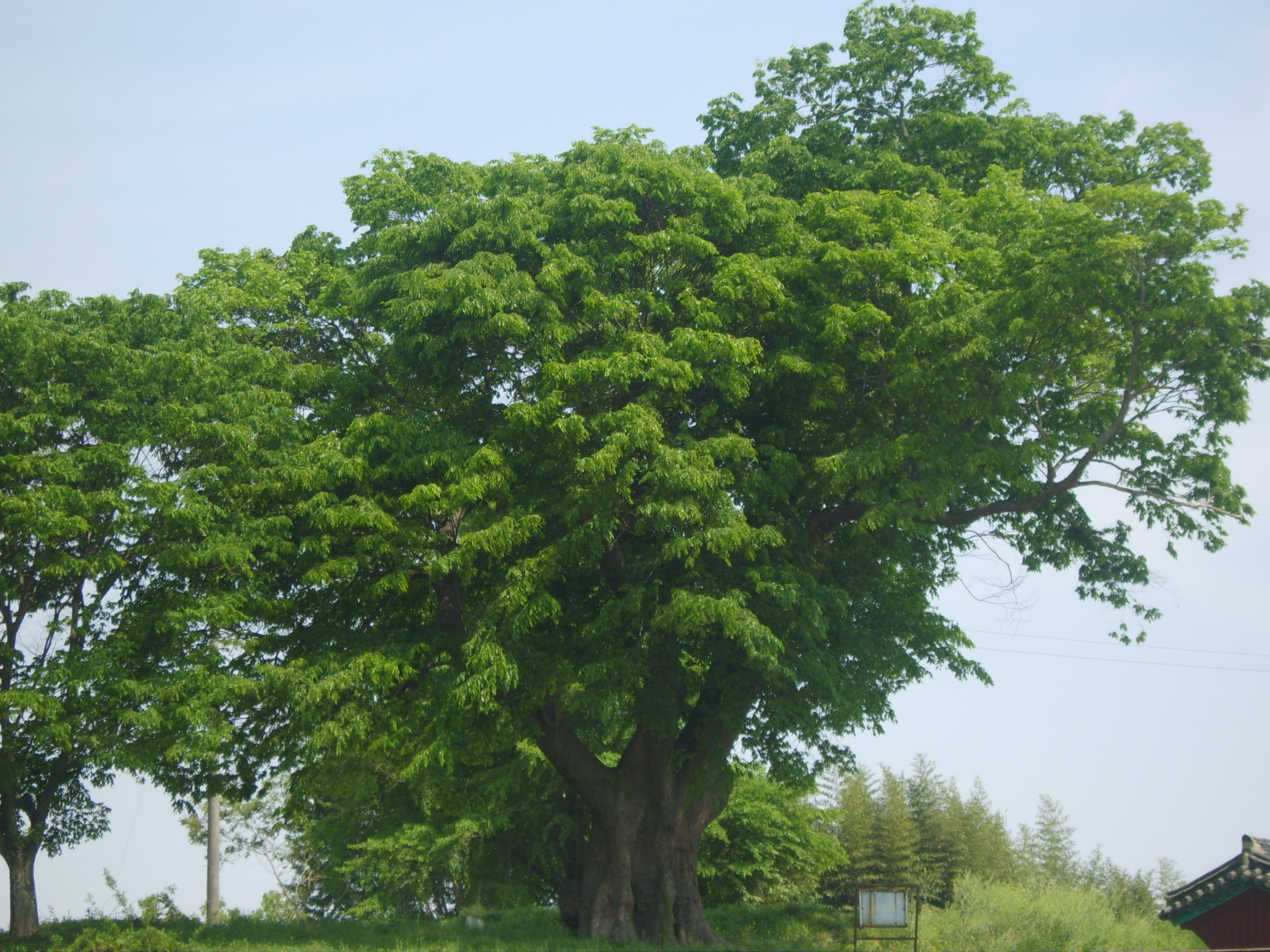
담양에 사는 느티나무(Zelkova serrata). 양치식물 이상의 식물에서는 일반적으로 우리가 보는 식물이 포자체이며, 배우체는 축소되어 있다.

포자체(영어: sporophyte)는 세대교번 생활사에서 두배수체(핵상:2n) 세대의 개체를 일컫는 말이다. 포자체는 배우체의 두 홑배수체 생식세포의 수정으로 형성된 접합자의 체세포분열로 형성된다. 포자체는 감수분열을 통해 홑배수체의 포자를 만들고, 포자는 체세포분열을 통해 새로운 배우체 개체로 자라난다.

## 같이 보기
- 세대교번
- 배우체